# 木里凤仙花
木里凤仙花（学名：Impatiens muliensis）为凤仙花科凤仙花属下的一个种。

## 扩展阅读
- 維基物種上的相關：木里凤仙花